# Dendrogramma enigmatica
Dendrogramma enigmatica Just, Kristensen & Olesen, 2014 è un invertebrato marino appartenente all'ordine dei sifonofori. I primi campioni di questo organismo furono recuperati nel 1986 durante una campagna di ricerca sui fondali oceanici vicino alla Tasmania, e vennero identificati solo nel 2014, ma per un errore di conservazione fu impossibile classificarli con precisione. Nel 2015 a seguito di nuovi ritrovamenti fu possibile una identificazione tramite esame genetico, ed i campioni vennero riconosciuti come probabili parti (zooidi) di un unico organismo appartenente alla classe degli idrozoi.

## Ritrovamenti
La scoperta di questi organismi avvenne in seguito ad una campagna di ricerca effettuata nei mari australiani nel 1986, sulla piattaforma continentale ad est dello stretto di Bass, presso la Tasmania. Dopo aver separato dai sedimenti il materiale raccolto da una pala epibentonica alle profondità di 400 e 1000 metri, i rimanenti campioni di presumibile origine biologica vennero sottoposti a procedimento standard di conservazione tramite immersione in formalina e quindi in alcol 80°. In seguito furono studiati presso il Museo Victoria di Melbourne, e qui lo zoologo Jean Just notò 18 esemplari di piccoli organismi a forma di fungo, distinguibili in due diverse tipologie, che per le singolari caratteristiche osservabili non sembravano classificabili tra le specie conosciute. I successivi esami ne confermarono la particolarità, suggerendo la necessità di creare un nuovo genere apposito, mostrando inoltre alcune difficoltà riguardo l'inserimento in phyla conosciuti. Sfortunatamente, per un errore in uno dei passaggi successivi ai primi esami, i campioni vennero conservati in alcol assoluto, causandone un'estrema disidratazione e rendendo impossibile un esame del DNA.
Nel 2015 nuovi esemplari vennero recuperati dalla nave da ricerca Investigator nel sud dell'Australia, ad una profondità di 3000 metri. Gli 85 nuovi campioni raccolti furono poi analizzati da un team di ricercatori del Museo Victoria di Melbourne.

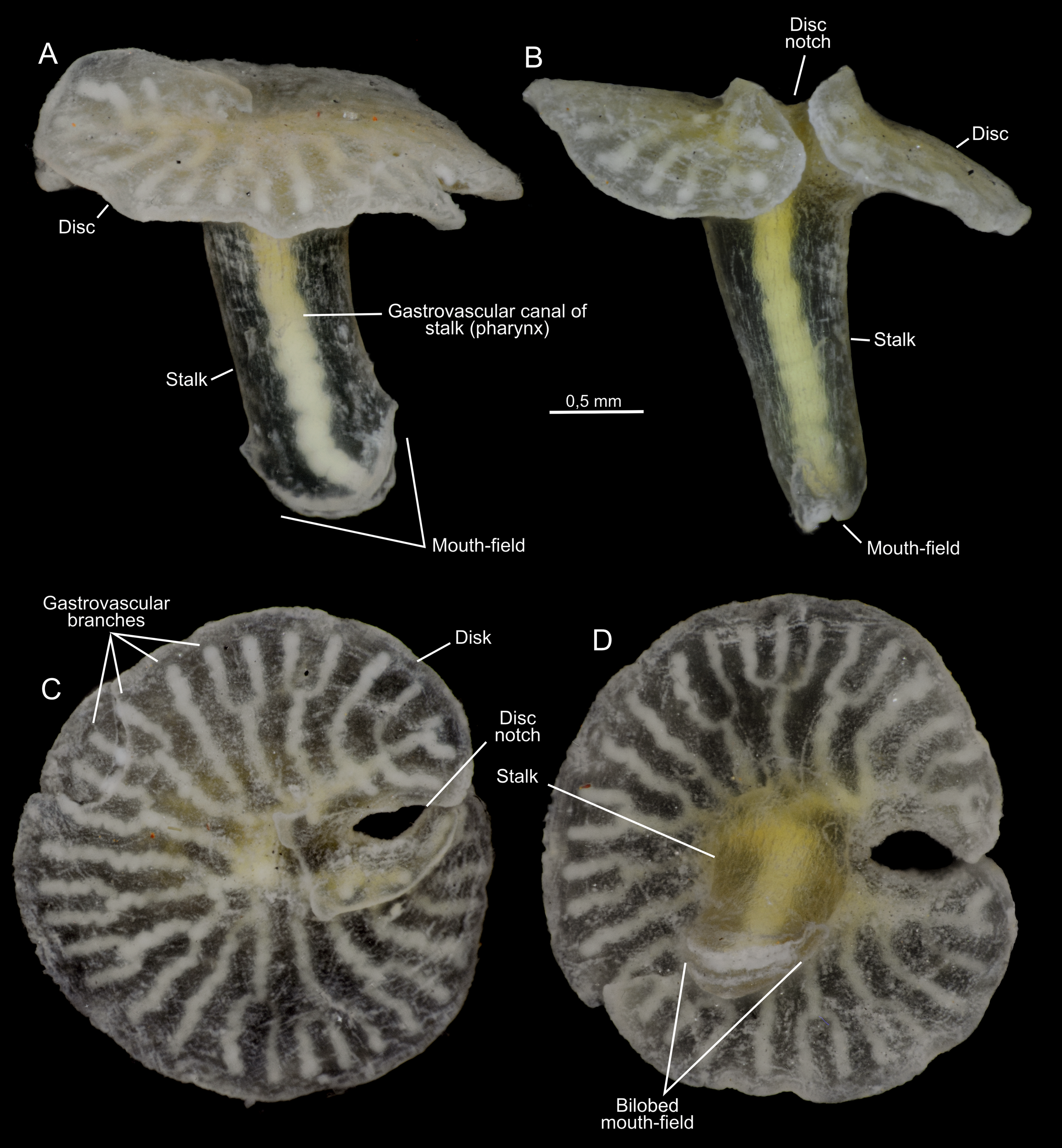
Olotipo di Dendrogramma enigmatica

## Descrizione
I campioni recuperati presentano una forma fungoide, con un disco piatto ed uno stelo che si diparte dal centro di una delle sue superfici. Alcune caratteristiche di questa appendice cilindrica, al cui termine si trova una struttura simile ad un'apertura orale, più alcune differenze nella forma e dimensioni del disco avevano portato all'ipotesi originaria di trovarsi di fronte a due diverse specie, distinte in D. enigmatica e D. discoides. La ramificazione radiale delle terminazioni del canale gastrovascolare all'interno del disco (da 37 a 63), per la similitudine con il corrispondente grafico suggerì agli scopritori il nome da attribuire al genere.
L'analisi istologica mostra una struttura diblastica. L'epitelio esterno risulta formato da un singolo strato di cellule basse ed uniformi. L'epitelio che riveste il canale gastrovascolare è pure composto da un singolo strato di cellule allungate e vacuolate. Sui lobi all'estremità buccale le cellule assumono un aspetto allungato e ghiandolare. Lo strato acellulato intermedio tra i due epiteli, o mesoglea, è composto da fibrille incrociate, mentre assume un aspetto spongioso attorno al canale centrale. Le dimensioni massime dei campioni variano dagli 11 ai 17 millimetri di larghezza del disco.
In base alle analisi rese possibili dai nuovi campioni raccolti, che ne hanno chiarito la provenienza da un unico organismo coloniale, si tratterebbe di appendici foliate dotate della capacità di separarsi dall'organismo principale in caso di pericolo o necessità, presenti in altri appartenenti all'ordine dei sifonofori.

## Tassonomia e ipotesi evolutive
Le difficoltà iniziali nel riuscire a trovare una adeguata collocazione tassonomica a quelli che erano stati identificati come organismi completi portarono a varie ipotesi, tra cui la possibilità di dover creare un nuovo phylum, ma in mancanza di informazioni più precise gli scopritori decisero per una collocazione prudenziale in incertae sedis. Venne anche suggerita una possibile somiglianza con alcuni dei misteriosi organismi del periodo ediacariano, in particolare Albumares, Anfesta e Rugoconites. Altri studiosi ricondussero queste somiglianze ad un semplice caso di convergenza evolutiva, oppure ad una coincidenza dovuta alla loro struttura particolarmente semplice. La possibilità che si fosse comunque di fronte ad un nuovo phylum fu sufficiente per suscitare un notevole interesse nel mondo scientifico e nei media.
Grazie all'analisi dei nuovi campioni raccolti nel 2015, in particolare sull'RNA, è stato possibile classificare i campioni come parte di un unico organismo complesso, o più propriamente una colonia di più organismi specializzati (zooidi), appartenente all'ordine dei sifonofori. Il ritrovamento avvenuto nel 2015 di quello che appare come l'organo di galleggiamento (pneumatoforo), confermato dall'analisi del DNA, non sembra comunque sufficiente per ricostruire la forma dell'organismo completo, alla luce dei danni subiti durante il prelevamento e considerata la notevole variabilità di forme degli appartenenti a quest'ordine.